# Piotrowo (Tawęcino)
Piotrowo – nieofic. przysiółek wsi Tawęcino w Polsce położona w województwie pomorskim, w powiecie lęborskim, w gminie Nowa Wieś Lęborska.
Miejscowość jest częścią składową sołectwa Tawęcino.
W latach 1975–1998 miejscowość administracyjnie należała do województwa słupskiego.
Inne miejscowości o nazwie Piotrowo: Piotrowo